# Охеда, Хосе Лейвер
Хосе Лейвер Охеда Блас (исп. José Leyver Ojeda Blas; род. 12 ноября 1985, Коацакоалькос, Веракрус) — мексиканский легкоатлет, специалист по спортивной ходьбе. Выступает за сборную Мексики по лёгкой атлетике с 2010 года, серебряный призёр Панамериканских игр, чемпион Игр Центральной Америки и Карибского бассейна, победитель и призёр первенств национального значения, участник двух летних Олимпийских игр.

## Биография
Хосе Лейвер Охеда родился 12 ноября 1985 года в муниципалитете Нанчиталь-де-Ласаро-Карденас-дель-Рио, штат Веракрус.
Впервые заявил о себе на международном уровне в сезоне 2010 года, когда вошёл в состав мексиканской национальной сборной и выступил на домашнем Кубке мира в Чиуауа, где занял 19-е место в личном зачёте ходьбы на 50 км и стал серебряным призёром командного зачёта.
В 2011 году в дисциплине 50 км одержал победу на этапе IAAF Race Walking Challenge в Чиуауа, показал 19-й результат на чемпионате мира в Тэгу, завоевал серебряную медаль на Панамериканских играх в Гвадалахаре.
На Кубке мира 2012 года в Саранске на 50 км финишировал на 16-й позиции, изначально мексиканцы были четвёртыми в командном зачёте, но после дисквалификации команды России переместились на третье место. Благодаря череде удачных выступлений удостоился права защищать честь страны на летних Олимпийских играх в Лондоне — в ходьбе на 50 км с результатом 3:55:00 разместился на 27-й позиции итогового протокола.
В 2014 году был лучшим на IAAF Race Walking Challenge в Чиуауа, занял 19-е место на Кубке мира в Тайцане.
В 2015 году на Панамериканском кубке в Арике финишировал четвёртым на 50 км и тем самым помог своим соотечественникам выиграть командный зачёт.
Выполнив олимпийский квалификационный норматив, благополучно прошёл отбор на Олимпийские игры 2016 года в Рио-де-Жанейро — на сей раз в ходьбе на 50 км показал результат 3:56:07, расположившись в итоговом протоколе соревнований на 25-й строке.
После Олимпиады в Рио Охеда остался действующим спортсменом и продолжил принимать участие в крупнейших легкоатлетических турнирах. Так, в 2017 году он отметился выступлением на чемпионате мира в Лондоне, где занял 21-е место в дисциплине 50 км.
В 2018 году участвовал в командном чемпионате мира по спортивной ходьбе в Тайцане, завоевал золотую медаль на дистанции 50 км на Играх Центральной Америки и Карибского бассейна в Барранкилье.
В 2019 году стартовал на чемпионате мира в Дохе, но в ходе прохождения дистанции в 20 км был дисквалифицирован.